# بطولة تونس للكرة الطائرة للرجال 1975-1976
بطولة تونس للكرة الطائرة للرجال 1975-1976 هو الموسم رقم 21 من بطولة تونس للكرة الطائرة للرجال.

فاز بهذا الموسم الترجي الرياضي التونسي.

## روابط خارجية
- الموقع الرسمي للجامعة التونسية للكرة الطائرة.